# Twierdzenie Markowa-Kakutaniego
Twierdzenie Markowa-Kakutaniego – twierdzenie o punkcie stałym udowodnione przez Andrieja Markowa oraz Shizuo Kakutaniego mówiące o istnieniu wspólnego punktu stałego dla półgrupy ciągłych operatorów afinicznych określonych na wypukłym, zwartym podzbiorze przestrzeni lokalnie wypukłej.

## Twierdzenie
Niech {\displaystyle E} będzie przestrzenią lokalnie wypukłą oraz niech {\displaystyle C\subseteq E} będzie zbiorem wypukłym i zwartym. Niech {\displaystyle S} będzie rodziną operatorów afinicznych {\displaystyle T\colon C\to C,} które ze sobą komutują, tj. {\displaystyle T_{1}T_{2}=T_{2}T_{1}} dla {\displaystyle T_{1},T_{2}\in S.} Wówczas operatory te mają wspólny punkt stały, tj. istnieje taki {\displaystyle x\in C,} że {\displaystyle Tx=x} dla wszystkich {\displaystyle T\in S.}

## Dowód
Istnienie punktu stałego dla jednego operatora
Niech {\displaystyle T\colon C\to C} będzie operatorem afinicznym. Dla {\displaystyle x\in C} niech
{\displaystyle x_{N}={\frac {1}{N+1}}\sum _{n=0}^{N}T^{n}(x)\quad (N\in \mathbb {N} ).}
Wówczas {\displaystyle x_{N}\in C.} Ze zwartości {\displaystyle C} wynika, że ciąg {\displaystyle (x_{N})} ma podciąg uogólniony {\displaystyle (x_{N_{i}})} zbieżny do pewnego {\displaystyle y\in C.} Punkt {\displaystyle y} jest punktem stałym dla {\displaystyle T,} tj. {\displaystyle Ty=y.} Rzeczywiście, z lokalnej wypukłości przestrzeni {\displaystyle E} wystarczy wykazać, że
{\displaystyle \langle f,Ty\rangle =\langle f,y\rangle \quad (f\in E^{*}),}
gdyż ciągłe funkcjonały liniowe na {\displaystyle E} rozdzielają punkty {\displaystyle E} (tj. dla dowolnej pary różnych punktów {\displaystyle x,} {\displaystyle y\in E} istnieje taki ciągły funkcjonał liniowy {\displaystyle f} na {\displaystyle E,} dla którego {\displaystyle f(x)\neq f(y)}). Niech {\displaystyle f\in E^{*}.} Ze zwartości {\displaystyle C,} {\displaystyle f} jest ograniczony na {\displaystyle C} przez pewną stałą {\displaystyle M.} Z drugiej strony
{\displaystyle {\big |}\langle f,Tx_{N}\rangle -\langle f,x_{N}\rangle {\big |}={\tfrac {1}{N+1}}{\big |}\langle f,T^{N+1}x\rangle -\langle f,x\rangle {\big |}\leqslant {\tfrac {2M}{N+1}}\quad (N\in \mathbb {N} ).}
W szczególności dla {\displaystyle N=N_{i},} przechodząc do granicy podciągu uogólnionego, dostaje się tezę.
Przypadek ogólny
Dla każdego {\displaystyle T\in S} zbiór punktów stałych {\displaystyle C_{T}} operatora {\displaystyle T} jest niepusty, ale także wypukły i zwarty. Ponadto
{\displaystyle T_{1}(C_{T_{2}})\subseteq C_{T_{2}}\quad (T_{1},T_{2}\in S),}
z uwagi na to, że {\displaystyle T_{1}T_{2}=T_{2}T_{1}} dla {\displaystyle T_{1},T_{2}\in S.} W szczególności, dla każdego skończonego podzbioru {\displaystyle F\subseteq S,} mamy
{\displaystyle \bigcap _{T\in F}C_{T}\neq \varnothing .}
Rodzina {\displaystyle \{C_{T}:T\in S\}} składająca się zwartych podzbiorów przestrzeni zwartej {\displaystyle C} ma własność skończonych przekrojów, a więc jej część wspólna jest niepusta. Oznacza to, że element należący do części wspólnej tej rodziny jest wspólnym punktem stałym dla operatorów z {\displaystyle S.}